# Cappella dell'Incoronata

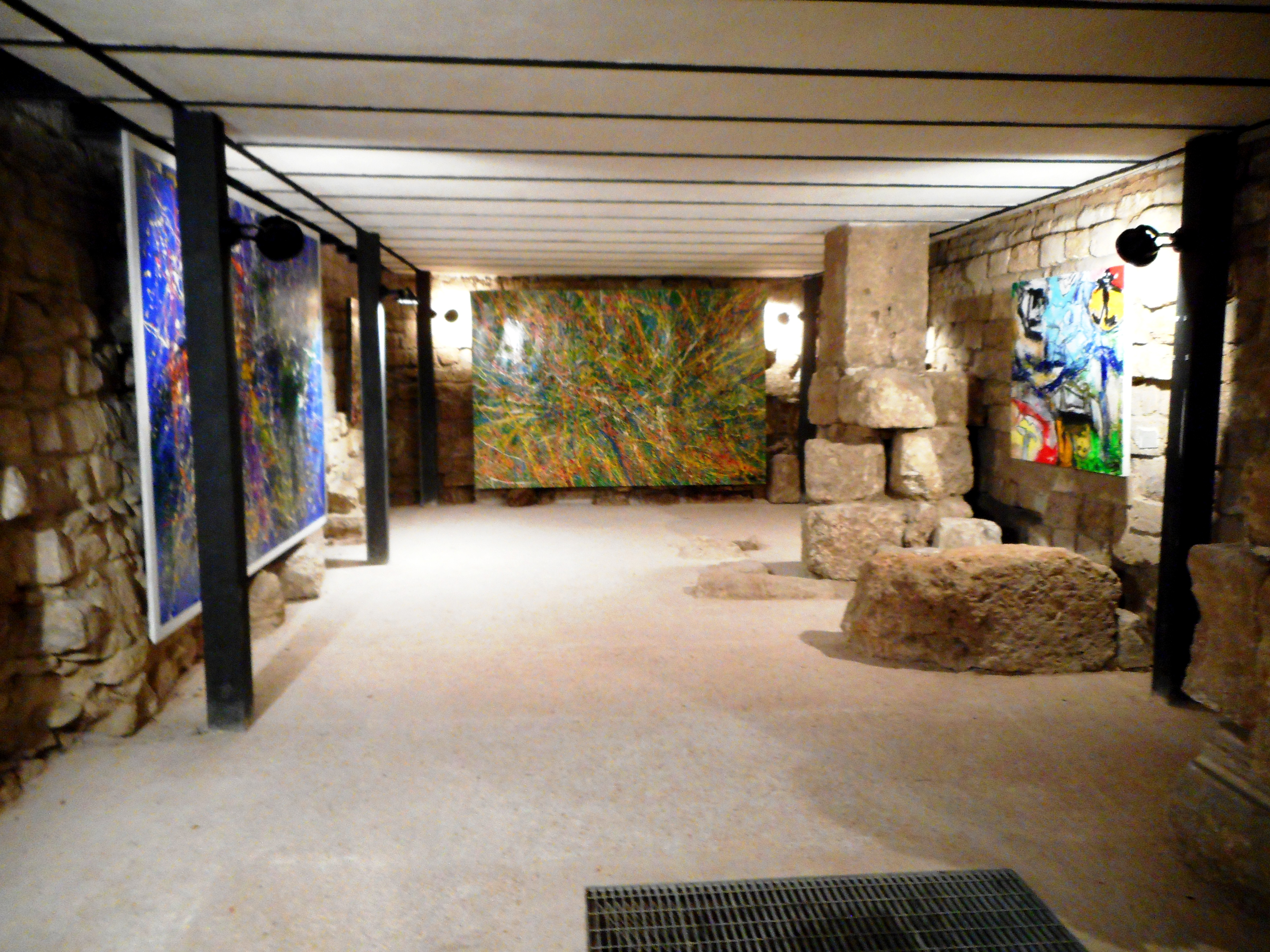
Sotterraneo

La cappella dell'Incoronata è un edificio di culto normanno situato nel centro storico di Palermo. È ubicato su via Incoronazione tra il prospetto settentrionale della cattedrale di Palermo e il Papireto.

## Descrizione

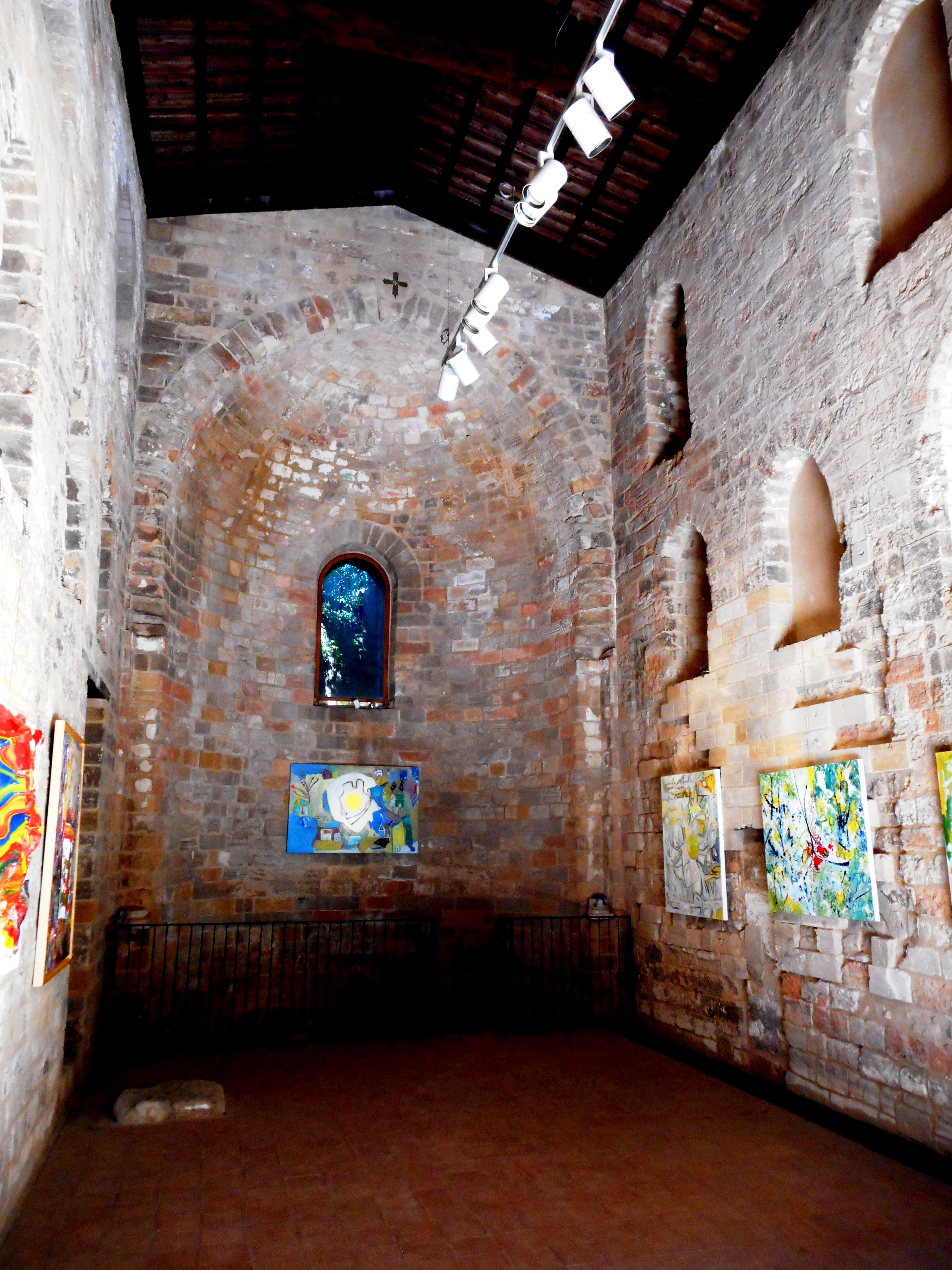
Interno della cappella

Edificio composto da una cappella a navata unica monoabsidata con asse allineato nord - sud, da un portico - loggia detto «dell'Incoronazione» largo circa quanto la cappella e resti di un vestibolo.
La cappella, la loggia, il portico e la porzione interessata della "via Coperta" sono incastonate nel vertice sud - occidentale dell'isolato denominato della "Badia nuova", adiacente al palazzo Agnello, sede degli uffici di direzione del museo Riso. A ovest fronteggia il Palazzo vescovile, a nord la chiesa di Santa Cristina la Vetere, all'angolo opposto ad est sulla stessa via Incoronazione sorge la chiesa della Madonna di Monte Oliveto detta "Badia nuova".
La cappella dell'Incoronazione sotto il titolo di «Santa Maria Incoronata» era l'edificio di culto deputato all'incoronazione dei sovrani. In seguito assunse la funzione di archivio della cattedrale e delle scritture della Maramma (parola che deriva dal francese antico-normanno). Custodiva l'inventario dei materiali e ospitava i controllori preposti a dirigere la "Fabbrica del duomo".

## Storia

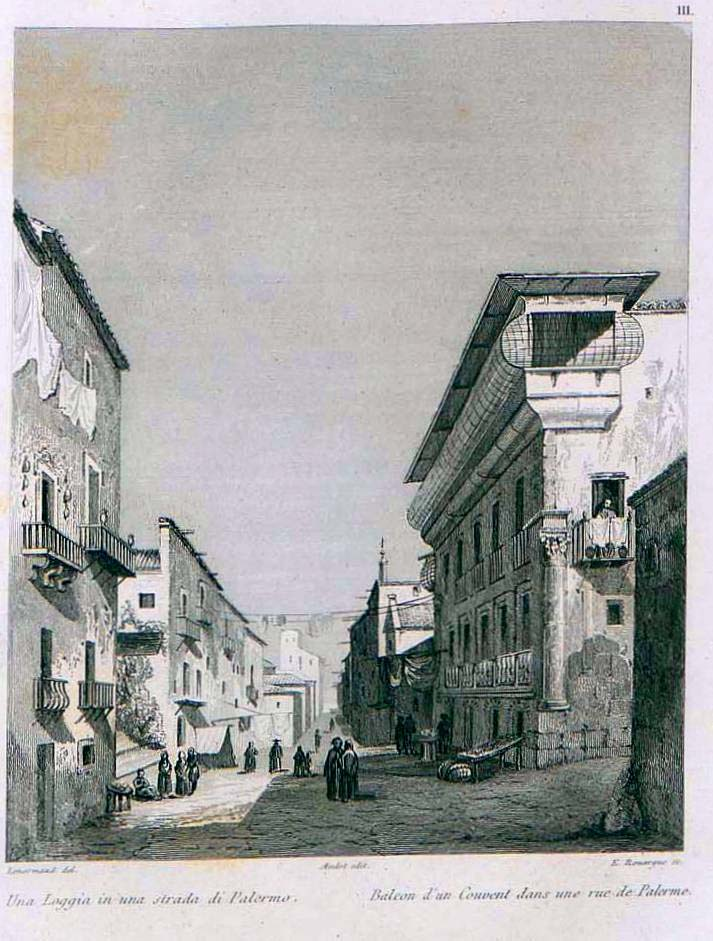
Incisione della loggia (1835 ca.)

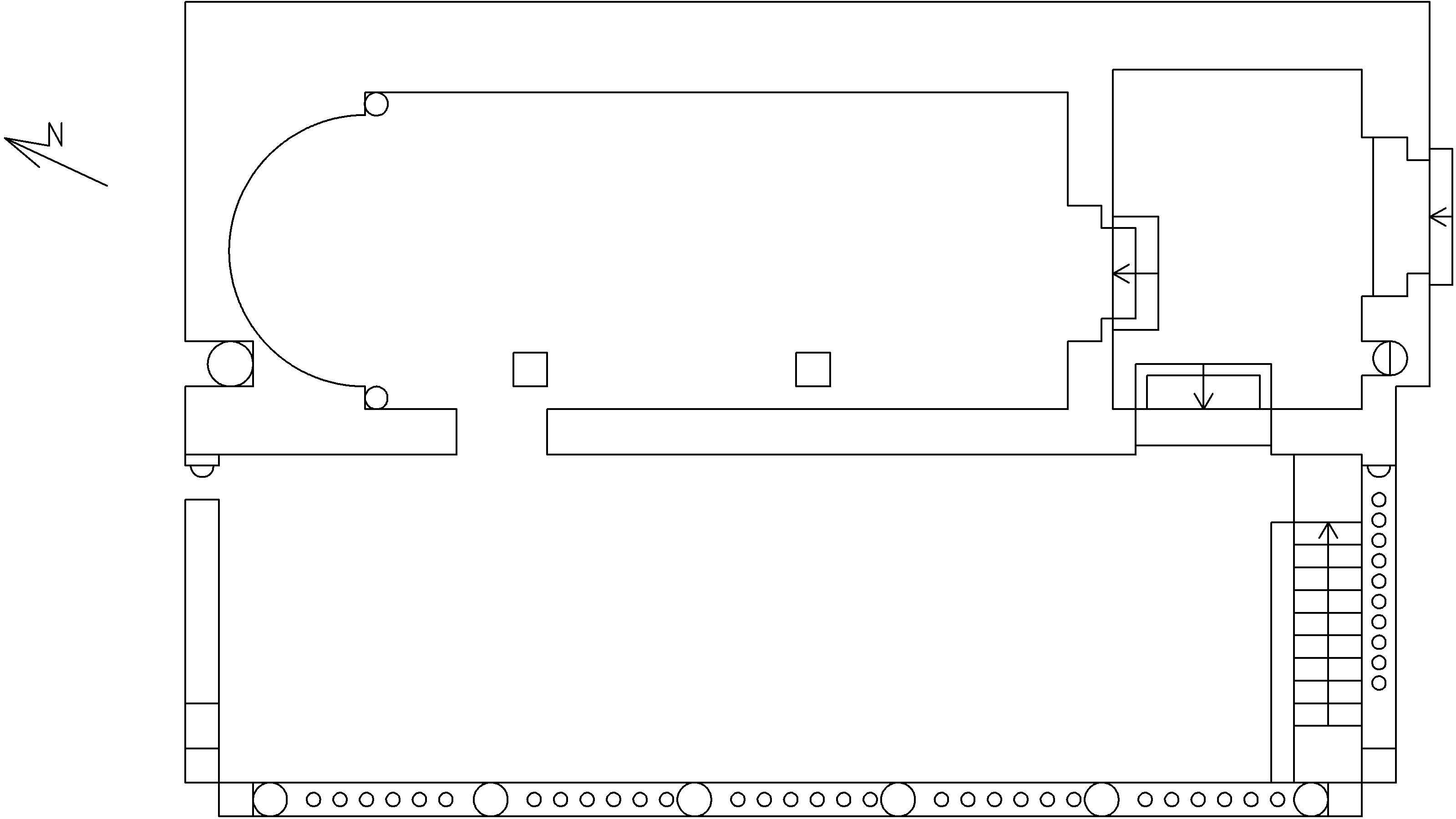
Loggia e cappella dell'Incoronazione, pianta.

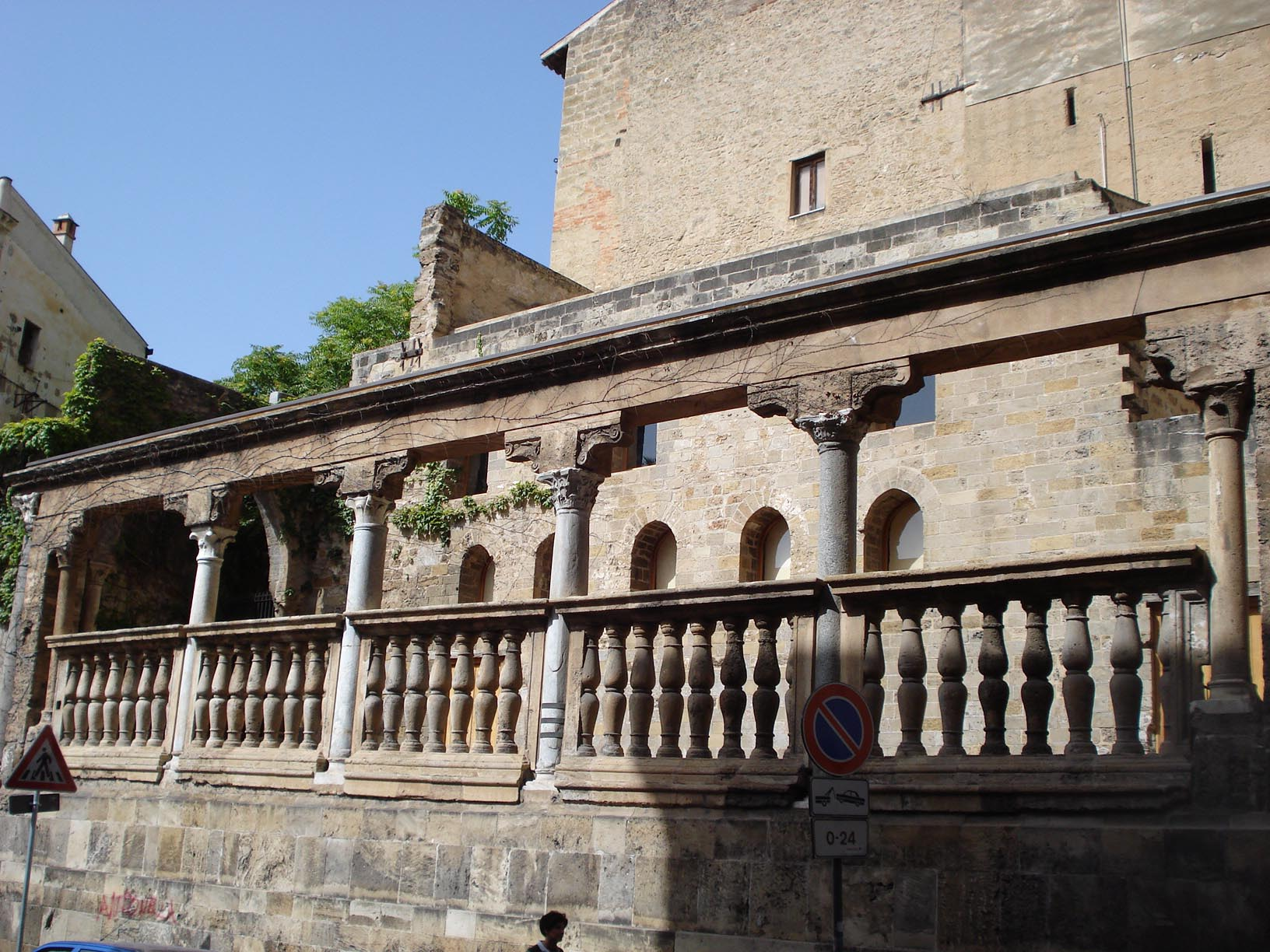
Loggia dell'Incoronazione di via Bonello.

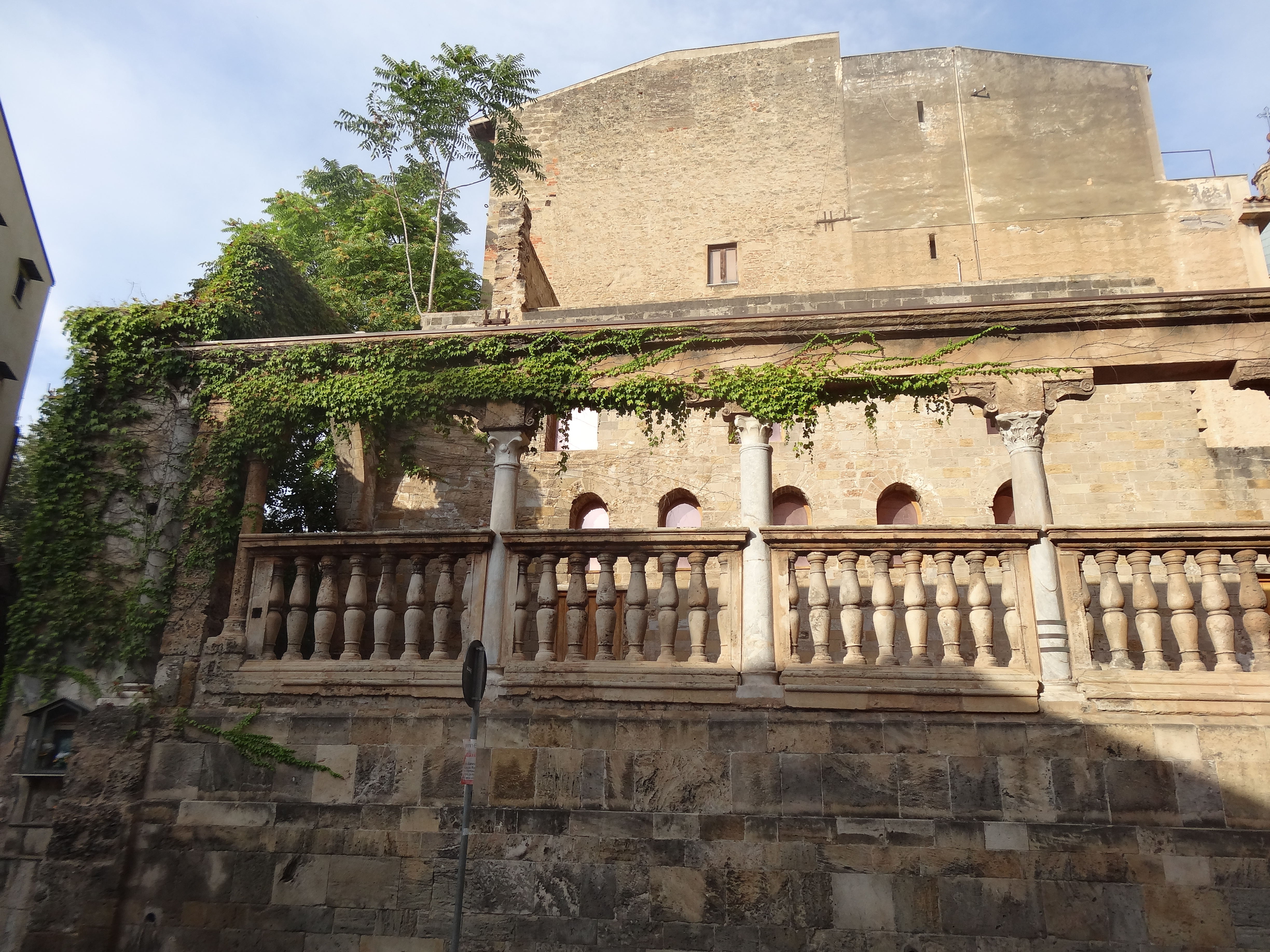
Loggia.

La cappella costituisce una piccola parte della preesistente costruzione di matrice bizantina risparmiata alla riedificazione operata da Gualtiero Offamilio.
- Epoca bizantina, Il tempio dedicato alla Vergine Maria Assunta è riedificato sulle rovine della preesistente basilica romana.
  - 603, san Gregorio affida la commissione all'arcivescovo Giovanni.[4]
- Epoca araba, Con l'invasione dell'isola da parte dei Saraceni che a Palermo spazia dall'anno 831 al 1072, la chiesa è trasformata in luogo di culto musulmano. 
  - 831, I Saraceni conquistano Palermo ed edificano in città ben trecento moschee. Quella più grande detta "moschea Gami", capace di contenere 7.000 fedeli[5], è costruita sulla stessa area ove sorge la cattedrale bizantina. L'adattamento a moschea risale alla dinastia musulmana degli Aghlabiti che domina Palermo e l'intera Sicilia per oltre due secoli.
- Epoca normanna, Col ritorno alla sovranità di matrice cristiana e cattolica avvenuta con l'avvento dei Normanni la moschea è riconvertita in luogo di culto cristiano. È ipotizzabile che all'esterno della grande "moschea Gami" non siano stati apportati grossi cambiamenti col passaggio a chiesa cristiana, eccezione solo la trasformazione del minareto in campanile.
  - 1130, Antonino Mongitore sulla base delle documentazioni di Tommaso Fazello, Rocco Pirri, Agostino Inveges, Ignazio del Vio, riferisce che al 1714 erano stati incoronati in questa cappella diciassette re e cinque regine, secondo l'espressa volontà di Ruggero II di Sicilia.[6] Pertanto la porzione di basilica - moschea scampata alla riedificazione gualteriana risulta verosimilmente integrata con la sopraelevazione di stile e impianto normanno a noi pervenuta.
  - 1184 - 1185, Il re Guglielmo II di Sicilia e l'arcivescovo di Palermo Gualtiero Offamilio promuovono e realizzano il grande impianto della cattedrale.

In senso lato, l'intero complesso dei primitivi edifici e la cattedrale normanna con la cappella dell'Incoronazione, il portico - loggia e la "via Coperta" costituivano la "cornice" delle incoronazioni dei sovrani di Sicilia da Ruggero II di Sicilia, Guglielmo I di Sicilia, Guglielmo II di Sicilia e Giovanna Plantageneta (13 febbraio 1177), Tancredi di Sicilia, Guglielmo III di Sicilia, Enrico VI di Svevia, Costanza d'Altavilla, Federico II di Svevia, Corrado IV di Svevia, Corradino di Svevia, Manfredi di Sicilia, Carlo I d'Angiò, Pietro III d'Aragona, Costanza II di Sicilia, Giacomo II di Aragona, Federico III di Sicilia, Pietro II di Sicilia, Ludovico d'Aragona, Federico IV d'Aragona, Maria di Sicilia, Martino il Giovane a Martino il Vecchio. L'elenco annovererà solo in futuro ulteriori cerimonie d'incoronazioni di sovrani officiate all'interno del perimetro dell'attuale cattedrale di Palermo.
Per cronologia i primi tre re di casa Altavilla sono incoronati nel piccolo monumento normanno, il completamento della cattedrale avverrà solo nel 1184 - 1185. Per volontà del primo sovrano Ruggero II di Sicilia e in seguito la tradizione, hanno perpetuato il rituale della cerimonia reale nel medesimo luogo, riservando lo svolgimento della solenne funzione religiosa nella ben più capiente cattedrale. A conclusione dei riti, i sovrani di Sicilia si mostravano ai sudditi affacciandosi dallo spazio sopraelevato presentandosi per la prima volta al popolo. La cappella quasi coeva alla cattedrale attraverso il pronao, era collegata al prospiciente grande tempio normanno mediante un portico e logge che grazie alle coperture assicurava a reali, cortigiani e clero di spostarsi da un luogo all'altro anche con condizioni climatiche avverse, a distanza dalla folla per motivi di sicurezza. Appunti d'illustri viaggiatori, cronisti e storiografi, quali Ibn Jubayr, Ugo Falcando, Tommaso Fazello, Giovan Francesco Pugnatore, Vincenzo Di Giovanni, Michele Amari, riconducono i vari tratti di camminamenti alla "via Coperta", ovvero il passaggio pedonale che identifica il corridoio che attraverso l'Arcivescovado vecchio collegava la torre Pisana del Palazzo reale alla cattedrale. Primitiva via di fuga dalla chiesa che permetteva, attraverso cuniculi sotterranei e antichi archiponti, di riparare nelle segrete del palazzo reale in caso d'assalti e invasioni piratesche.
- 1308, Bartolomeo Staufer de Antiochia, arcivescovo di Palermo, istituisce la carica di marammiere.[10]
- 1526, Carlo V d'Asburgo regolamenta la nomina dei marammieri. Come garanzia dell'imparzialità e per il corretto funzionamento della Fabbrica i responsabili erano due: uno di nomina ecclesiastica eletto fra i canonici della cattedrale, l'altro eletto fra i nobili del Senato palermitano.[10]
- 1591, Il portico è documentato murato e l'edificio utilizzato come oratorio. In seguito il portico fu dotato di balaustra barocca e trasformato in loggia, lo sviluppo maggiore si affaccia lungo via Matteo Bonello.
- 1810c., Si ravvisa ancora sulla facciata il dipinto raffigurante l'incoronazione di Pietro III d'Aragona e della moglie Costanza II di Sicilia risalente al 1282.[2]
- 1860, Durante i moti garibaldini la cappella fu gravemente danneggiata dal fuoco di artiglieria. Distrutto l'archivio della cattedrale e i documenti della maramma. Da allora sono stati effettuati vari interventi di restauri.
- 2014, Attualmente sconsacrato è nelle disponibilità della Sovrintendenza regionale dei beni culturali e ambientali della Sicilia, adibita a spazio espositivo del Riso, Museo regionale d'arte contemporanea della Sicilia.